# Europa 1400: The Guild
Europa 1400: The Guild — компьютерная игра в жанре экономического симулятора, разработанная немецкой компанией 4HEAD Studios и выпущенная JoWooD Productions в ноябре 2002 года.
Игроку представляется возможность развивать свой бизнес в средневековом городе. Цель — путём торговли, развития карьеры и прочими способами накапливать капитал.

## Игровой процесс
Europa 1400: The Guild представляет собой экономический симулятор в средневековом городе. Цель игрока — развивать предприятие главного героя, накапливать капитал и влияние. В начале главный герой зарабатывает первые деньги, которые можно потратить на найм рабочих или покупку товаров для продажи. Также герой может завести жену и потомство, за которым необходимо ухаживать, и которому после смерти героя перейдёт наследство. Можно выдвигать свою кандидатуру на различные государственные должности. Чтобы продвигаться в политике, игроку нужно налаживать отношения с влиятельными лицами.
По завершении игрового дня, персонаж стареет на один год. За это время герой должен преуспеть в выбранном ремесле и накопить как можно больше средств. Избрав политическую карьеру, герой может идти по карьерной лестнице, получать жалование и брать взятки.

## Разработка и выпуск
Игра разработана немецкой студией 4HEAD Studios. Тоби Северин и Ларс Мартенсен основали компанию осенью 1997 года, тогда они и начали разрабатывать концепцию Europa 1400: The Guild. Разработчики выбрали позднее средневековье в качестве сеттинга, потому что тогда происходило много интересных для них событий. Например, Реформация и Столетняя война. Для проработки средневековых городов ограниченно использовались исторические карты, однако это затрудняли размеры крупнейших европейских городов в то время. Также 4HEAD консультировались с историками и сотрудниками архивов.
Весной 1998 года компания наняла ещё несколько человек и постепенно увеличивала штат по мере разработки игры К выходу игры команда состояла из около 10 человек, и директор компании Мартенсен заявил в интервью для GameSpot Daily, что людей всегда не хватало и он гордится, что проект был успешно завершён небольшой группой разработчиков. Изначально команда планировала закончить разработку за два года. Проект оплачивался за счёт кредита в размере 100 000 евро. Через год была готова демоверсия игры, и 4HEAD заключила договор с издательством Infogrames. Однако когда контроль за проектом перешёл из немецкого офиса во французский, ситуация, как её описал Мартенсен, была похожа на «хаос». В итоге зимой 2001 компания заключила договор с издательством JoWooD Entertainment.
Выпуск игры для персональных компьютеров состоялся 18 ноября 2002 года.

## Восприятие
| Сводный рейтинг       | Сводный рейтинг |
| Агрегатор             | Оценка          |
| --------------------- | --------------- |
| GameRankings          | 78,83 %         |
| Metacritic            | 82/100          |
| MobyRank              | 77 / 100        |
| Иноязычные издания    |                 |
| Издание               | Оценка          |
| AllGame               | [ 9 ]           |
| Eurogamer             | 5/10            |
| GameSpot              | 8,5 / 10        |
| IGN                   | 8,5 / 10        |
| Русскоязычные издания |                 |
| Издание               | Оценка          |
| Absolute Games        | 75 %            |
| PlayGround.ru         | 9,5 / 10        |
| «Домашний ПК»         | [ 14 ]          |
| «Игромания»           | 9,0 / 10        |
| «Страна игр»          | 7,0 / 10        |

Europa 1400: The Guild получила положительные отзывы критиков. Сайт-агрегатор рецензий Metacritic оценил игру в 82 балла из 100 на основе 14 отзывов.
Рецензент GameSpot похвалил графическое оформление Europa 1400: The Guild. Он отметил, что в игре много деталей, локаций и предусмотрена смена дня и ночи. Однако он не оценил боевую систему: она слишком простая, однако нападения врагов на грузы главного героя происходят редко. Рецензент журнала Игромания похвалил большое разнообразие игровых механик и возможностей, которые игра предоставляет игроку.